# Shaun Alexander
Shaun Alexander (* 30. August 1977 in Florence, Kentucky) ist ein ehemaliger US-amerikanischer American-Football-Spieler und Autor. Er spielte auf der Position des Runningbacks College Football für die University of Alabama, bevor er als 19. Spieler im NFL Draft 2000 von den Seattle Seahawks ausgewählt wurde. Er stellte in seiner NFL-Karriere mehrere NFL- und Seattle-Seahawks-Franchise-Rekorde auf und wurde 2005 zum NFL MVP gewählt. 2008 wechselte er dann zu den Washington Redskins, wo er nach einer Saison seine Karriere beendete.

## Karriere

### Frühe Jahre
Alexander wuchs in Florence, Kentucky auf und besuchte die Boone County High School. Neben Football spielte er dort auch Basketball und Baseball. Als Footballspieler in der ersten Mannschaft lief er in drei Spielzeiten für 6.657 Yards und 110 Touchdowns. Als Senior wurde er zu Kentucky’s „Mr. Football“ und zum All-American gewählt. Er bekam den Spitznamen „Alexander the Great“ (Alexander der Große) und seit seinem Schulabschluss 1994 wird seine Trikotnummer #37 in seiner ehemaligen High School nicht mehr vergeben.
Alexander erhielt zahlreiche Stipendienangebote und entschied sich schließlich zwischen seinen Favoriten der Michigan, Alabama und Notre Dame für Alabama. In seiner Freshman-Saison lief er für 589 Yards und sechs Touchdowns und trug zur 10–3 Bilanz der Alabama Crimson Tide bei. Die nächste Saison als Sophomore verlief mühsam, als Alexander nur 415 Yards schaffte und das Team nur vier Spiele gewinnen konnte. 1998 jedoch verhalf Alexander mit 1.178 Yards Raumgewinn Alabama zu sieben Siegen bei fünf Niederlagen und er erhielt die All-Southeastern-Conference-Auszeichnung. Nach dieser Spielzeit entschied sich Alexander für eine weitere Spielzeit am College und verzichtete somit auf einen bereits möglichen Einstieg in die NFL. Vor seiner Senior-Saison galt er als Heisman-Trophy-Anwärter, doch seine Chancen schwanden im Verlauf der Saison und schließlich zog er sich eine Knöchel-Verletzung zu. Er beendete seine vierjährige College-Karriere mit insgesamt 3.565 erlaufenen Yards und 15 aufgestellten Rekorden.

### NFL

#### Seattle Seahawks

##### 2000–2004
Alexander wurde von den Seattle Seahawks im NFL Draft 2000 als 19. Spieler in der ersten Runde ausgewählt, erhielt als Rookie hinter Starter Ricky Watters zunächst jedoch wenig Einsatzzeit. Watters beendete jedoch nach der Saison 2000 seine Karriere, wodurch Alexander Stammspieler wurde. In seinem zweiten Jahr in der NFL lief er für 1.319 Yards und 14 Touchdowns. Nur Marshall Faulk erzielte mehr. Hinter der Offensive Line um Hall-of-Famer Walter Jones und Steve Hutchinson lief er am 11. November 2001 gegen die Oakland Raiders im Husky Stadium bei 35 Versuchen für 266 Yards und stellte einen neuen Seahawks-Rekord auf. 2002 erzielte er am 29. September gegen die Minnesota Vikings in der ersten Halbzeit fünf Touchdowns und stellte damit einen neuen NFL-Rekord auf. Auch 2003 brach er die 1000-Yard-Marke im Laufspiel und Seattle erreichte zum ersten Mal seit 2000 wieder die Play-offs. Nach der Saison wurde Alexander zum ersten Mal in den Pro Bowl gewählt. 2004 setzten die Seahawks wie gewohnt auf Alexander als Schlüsselspieler ihrer Offensive. Nur Curtis Martin von den New York Jets erlief in dieser Spielzeit mehr Raumgewinn (1 Yard mehr) und er wurde wieder in den Pro Bowl eingeladen.

##### Saison 2005
Die Saison 2005 war Alexanders erfolgreichste, als er u. a. in zwei Spielen jeweils vier Touchdowns erzielte und gegen die St. Louis Rams für 165 Yards erlief. Er hatte die meisten erlaufenen Yards, Touchdowns und Pro-Bowl-Stimmen. Er stellte mit 1.880 Yards einen neuen Seahawks-Franchise-Rushing-Rekord auf und er wurde der erste Runningback in der Geschichte der NFL, der in mindestens fünf Spielzeiten in Folge jeweils 15 Touchdowns erzielte. Zusätzlich stellte er den damaligen Rekord von Rushing-Touchdowns in einer Saison von Priest Holmes ein (27). Ihm gelangen 10 Spiele mit mehr als 100 erlaufenen Yards und gemeinsam mit Seahawks-Quarterback Matt Hasselbeck stellte er die beste Offensive der NFL. Nach der Saison wurde er zum NFL MVP ernannt, was ihm als ersten Spieler der Seahawks gelang. In den Play-offs zog er sich gegen die Washington Redskins frühzeitig eine Gehirnerschütterung zu und musste den Rest des Spiels zuschauen, jedoch führte er die Seahawks mit 132 Yards und zwei Touchdowns, im NFC Championship Game gegen die Carolina Panthers, zur ersten Super-Bowl-Teilnahme der Franchise-Geschichte. In Super Bowl XL gegen die Pittsburgh Steelers lief er für 95 Yards, konnte die 10:21-Niederlage aber auch nicht verhindern.

##### 2006–2007
Im März 2006 unterschrieb Alexander bei den Seahawks einen Achtjahresvertrag über 62 Millionen US-Dollar, womit er zum damaligen Zeitpunkt der bestbezahlte Runningback der NFL-Geschichte war. Allerdings verließ Steve Hutchinson das Team und wechselte zu den Minnesota Vikings, wodurch ein wichtiger Spieler der im Vorjahr so dominanten Offensive-Line fehlte. Im Verlauf der Spielzeit brach er sich den Fuß und musste einige Spiele aussetzen. Trotzdem brach er mit seinem 102. Touchdown Steve Largents Rekord für die meisten Touchdowns eines Seahawks-Spielers. Nach fünf Spielzeiten in Folge mit über 1000 Yards, schaffte er es in diesem Jahr nicht diese Marke zu knacken (896). 2007 brach er sich am ersten Spieltag gegen die Tampa Bay Buccaneers das linke Handgelenk, und obwohl er die Verletzung als gering einschätzte, konnte er an die starken Leistungen der Vorjahre nicht mehr anknüpfen. Am fünften Spieltag verletzte sich Fullback Mack Strong, der in all den Jahren für Alexander geblockt hatte, und musste seine Karriere beenden. Daraufhin spielte Alexander immer wieder angeschlagen und dennoch gelang es ihm am letzten Spieltag, als achter Spieler in der NFL-Geschichte, seinen 100. Rushing-Touchdowns zu erzielen. Insgesamt erzielte er in diesem Jahr 716 Yards und vier Touchdowns. Nachdem die Seahawks in den Play-offs gegen Green Bay ausgeschieden waren und Alexander bei 9 Versuchen nur 20 Yards erlaufen konnte, wurde er am 22. April 2008 entlassen.

#### Washington Redskins
Am 14. Oktober 2008 unterschrieb Alexander bei den Washington Redskins als Back-up für Clinton Portis. Nachdem er in vier Spielen nur sehr spärlich zum Einsatz gekommen war, wurde er am 25. November bereits wieder entlassen und beendete schließlich seine Karriere.

## Bibliografie
- The Walk: Clear Direction and Spiritual Power for Your Life. WaterBrook, 2009, ISBN 978-0-307-73025-1.
- Touchdown Alexander: My Story of Faith, Football, and Pursuing the Dream. Harvest House Publishers, 2006, ISBN 978-0-7369-1937-1.